# Illustre et inconnu
Illustre et inconnu (The Man who Saved the Louvre, título em inglês, prt: Ilustre Desconhecido) é um documentário francês de 2014 dirigido por Pierre Pochart e Jean-Pierre Devillers.

## Sinopse
Na aurora da Segunda Guerra Mundial, um grupo de resistência organiza uma incrível retirada das obras-primas do Museu do Louvre para salvá-las das mãos dos nazistas. O homem que conduz a operação é Jacques Jaujard, o diretor do Museu.